# ВЕС Gabrielsberget
ВЕС Gabrielsberget — наземна вітрова електростанція у Швеції. Знаходиться у північній частині країни в лені Вестерботтен.
Ділянка станції розташована неподалік узбережжя Ботнічної затоки, за 50 км на південний захід від міста Умео. Тут кількома чергами у 2011—2012 роках встановили 40 вітрових турбін німецької  компанії Enercon типу E82/2000 з одиничною потужністю 2 МВт. Діаметр ротора турбіни 82 метри, висота башти — 108 метрів.
Проєктне виробництво електроенергії на ВЕС Gabrielsberget становить 260 млн кВт·год. на рік.